# Дзинаско
Дзинаско (итал. Zinasco) — коммуна в Италии, находится в регионе Ломбардия, подчиняется административному центру Павия.
Население составляет 2935 человек, плотность населения составляет 101 чел./км². Занимает площадь 29 км². Почтовый индекс — 27030. Телефонный код — 0382.
Покровителями коммуны почитаются святой Антоний Великий, празднование 17 января, святой апостол и евангелист Иоанн Богослов, святой мученик Александр и святой Иосиф.